# Langrend under vinter-OL 2022 – 50 kilometer fristil (herrer)
50 km fristil for mænd i langrend under vinter-OL 2022 fandt sted den 19. februar 2022 i Kuyangshu langrends- og skiskydningsarena i Zhangjiakou uden for Beijing.